# 粟おこし

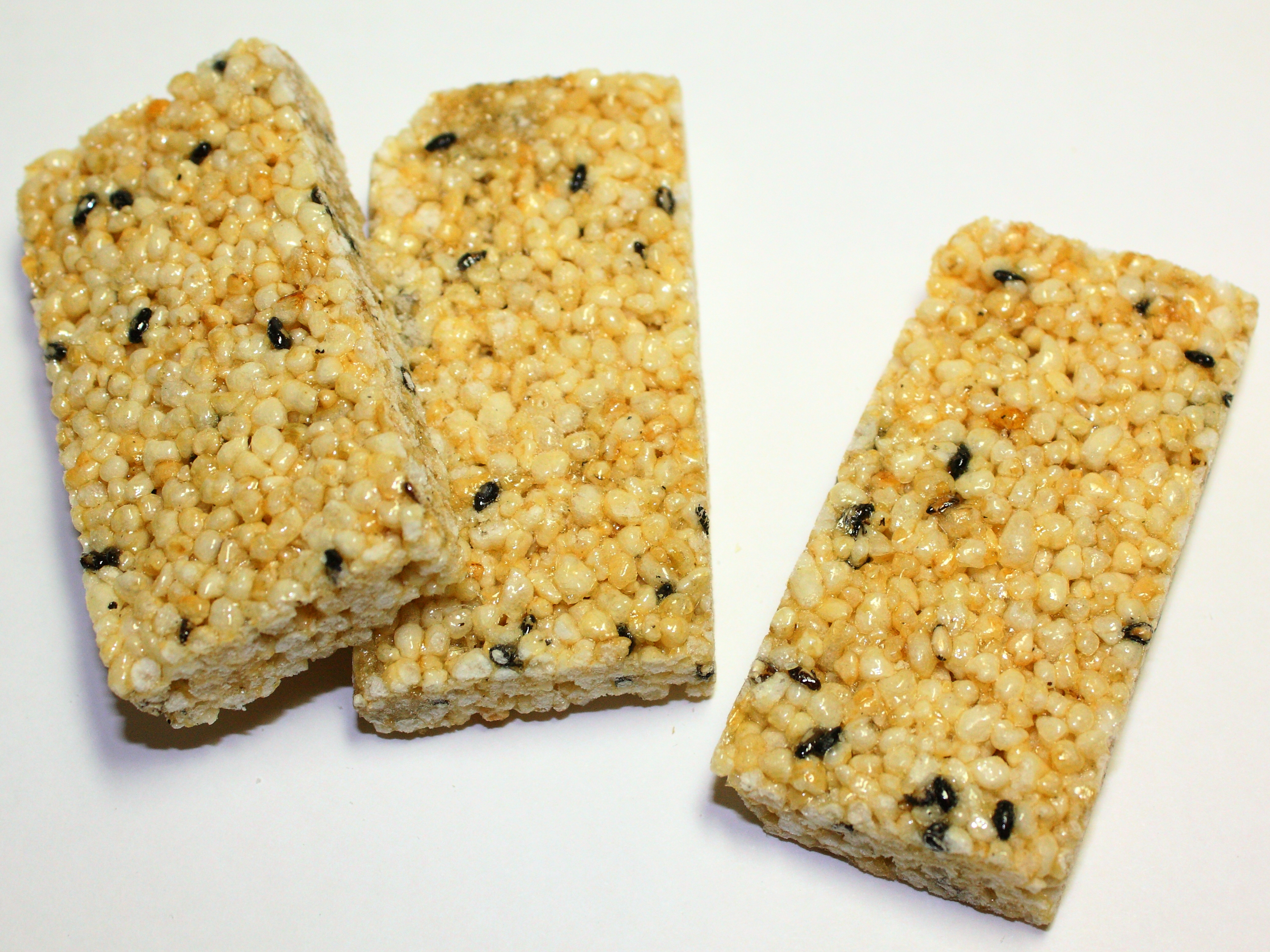
粟おこし

粟おこし（あわおこし、粟粔籹）は大阪府の名物菓子。米を原料とする菓子（米菓）である。
砕いた米に水飴等で作ったシロップやゴマなどを混ぜて固めたもの。名称に「粟」と付くのは粟粒ほどの大きさになるまで米を砕いていることに由来する。岩おこしと比べ米粒がやや大きく、一般的に味付けには白砂糖を使用している（ただしメーカーにより若干異なる）。
軽くて日持ちがするため大阪土産の菓子として古くから親しまれている。

## 歴史と由来
おこしは中国伝来の菓子に由来するが、日本では粟（アワ）や稗（ヒエ）を原料にしたものが庶民の間で食べられていた。これを米を原料に板状に改良したものである。
豊臣秀吉の大坂城築城により大阪は繁栄し「身を起こし、家を起こし、国を起こす」縁起の良い食べ物として人気を得ていった。
大阪は江戸時代には「天下の台所」と呼ばれ経済の中心地であったため、良質な米や飴などの材料が比較的安価に入手できた。このことから粟おこしの製造が盛んに行われ、大阪を代表する菓子として全国に広まった。もともとは粟が原料であったが、やがて米などをおこし種に用いるようになった。
大阪の粟おこし、岩おこしには梅鉢の御紋が入れられるのが通例だが、これは太宰府に流される菅原道真が、潮待ちのため現在の大阪市上汐辺りで休憩していた時に、同情した老婆が菓子を献上すると、菅家の梅鉢の御紋が入った自分の着物の袖を老婆に与えて、感謝したことが始まりとされる。
また大坂城に司令部を置いた旧軍の第四師団で、非常食として珍重されていたことでも有名である。